# Contea di Anfu
La contea di Anfu (安福县S, Ānfú XiànP) è una contea della Cina, situata nella provincia di Jiangxi e amministrata dalla prefettura di Ji'an.